# Naoki Inose

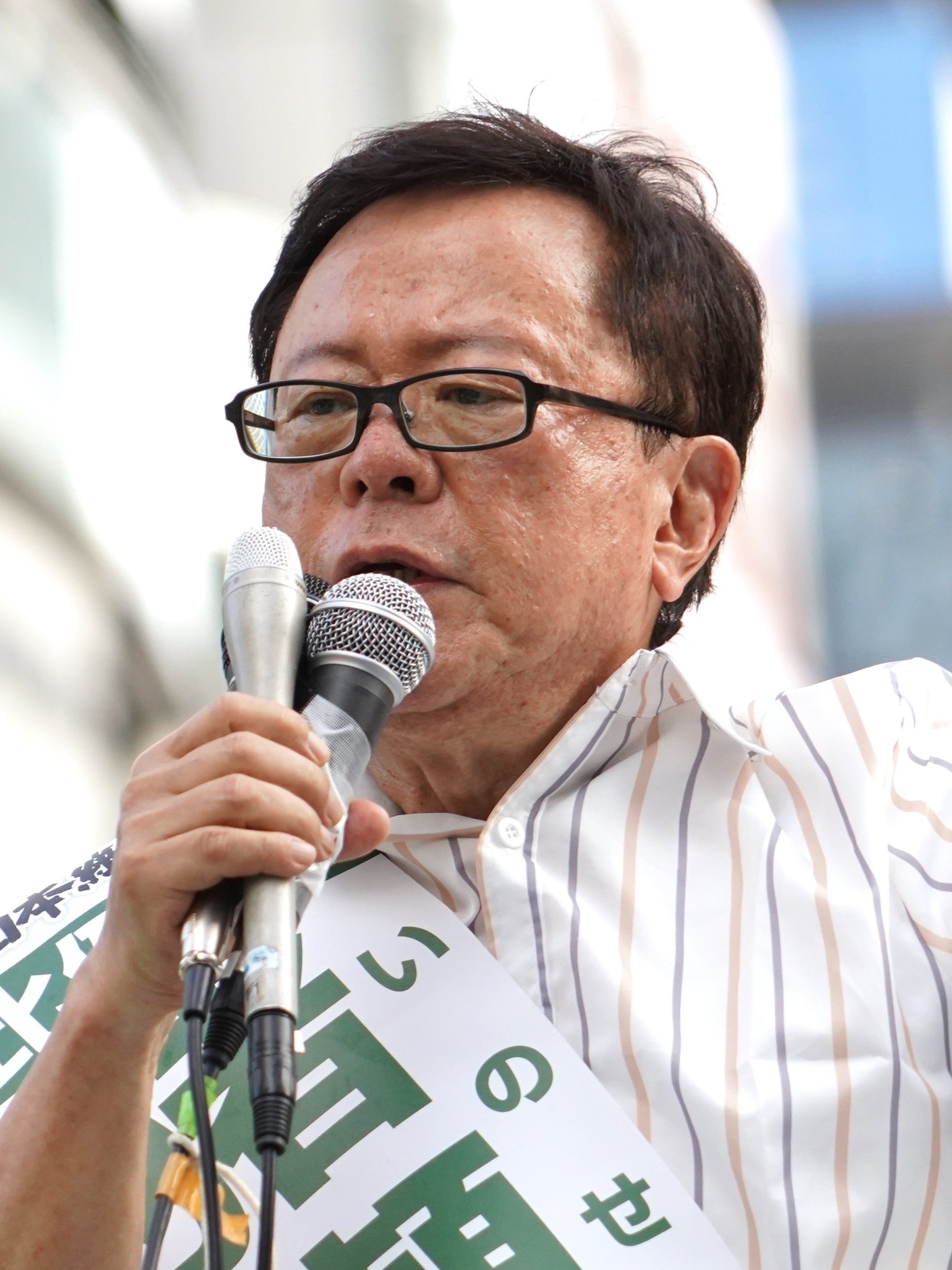
Naoki Inose (2022)

Naoki Inose (jap. 猪瀬 直樹 Inose Naoki; * 20. November 1946 in Iiyama, Präfektur Nagano) ist ein japanischer Publizist und Politiker (parteilos→Nippon Ishin no Kai) und Verhältniswahlabgeordneter im Sangiin, dem Oberhaus des Nationalparlaments. Von 2012 bis 2013 war er Gouverneur der Präfektur Tokio.
Inose absolvierte ein Studium an der geisteswissenschaftlichen Fakultät der Shinshū-Universität in Matsumoto. Als Student kam er in der Studentenbewegung der 1960er Jahre mit der „Neuen Linken“ (shin-sayoku) in Berührung und führte 1969 die lokale Sektion der Zenkyōtō (全共闘), die ein Hauptakteur des studentischen Protests der ausgehenden 1960er Jahre war – nach der Organisation manchmal auch als Zenkyōtō-Aufstand, Generation Zenkyōtō u. ä. bezeichnet. Nach seinem Abschluss zog er in die Hauptstadt, heiratete, arbeitete für einen Verlag und absolvierte das Graduiertenkolleg der Meiji-Universität. In den 1980er Jahren begann er zu schreiben, auf sein Debüt 1983 folgten zahlreiche Veröffentlichungen, vor allem zur modernen Gesellschaft und jüngeren Geschichte Japans.
In direkten Kontakt mit der Politik kam er 2001, als er Mitglied eines Beratungsgremiums des Kabinetts Koizumi zur Verwaltungsreform wurde, 2002 eines Ausschusses zur Förderung der Privatisierung der vier öffentlichen Straßenbetreiber (dōro kankei yon-kōdan), dem er bis 2005 angehörte. Gleichzeitig lehrte er als Gastprofessor an der Universität Tokio, ab 2006 als außerordentlicher Professor an der Tōkyō Kōgyō Daigaku. 2007 wurde er Mitglied einer Kommission, die den Premierminister zu Reformen zur Dezentralisierung berät.
Im Juni 2007 berief ihn Tokios Gouverneur Shintarō Ishihara kurz nach seiner Wiederwahl im April als einen der vier Vizegouverneure Tokios. Als Ishihara im Oktober 2012 zurücktrat, wurde Inose geschäftsführender Gouverneur, bis er selbst seine Kandidatur bei der bevorstehenden Neuwahl im Dezember 2012 erklärte. Seine Kandidatur wurde von Ishihara und den Mitte-rechts-Parteien unterstützt; gegen den Links-gestützten Kenji Utsunomiya und sieben weitere Konkurrenten setzte sich Inose mit Zweidrittelmehrheit und einem absoluten Stimmenrekord von über 4,3 Millionen Stimmen durch. Er trat das Amt sofort an.
Im Dezember 2013 kündigte Inose im Spendenskandal um die Krankenhausgruppe Tokushūkai der Familie des Shūgiin-Abgeordneten Takeshi Tokuda seinen Rücktritt an. Im Zuge des Skandals wurden wegen Verstoß gegen das Wahlgesetz zu öffentlichen Ämtern seine Bürgerrechte für fünf Jahre eingeschränkt.
Von 2015 bis 2022 war Inose als „Sonderberater“ (tokubetsu komon) für Präfektur und Stadt Osaka tätig, die beide von der Ishin no Kai regiert werden.
Für die Nippon Ishin no Kai trat Inose bei der Sangiin-Wahl 2022 im landesweiten Verhältniswahlwahlkreis an, erhielt 44.211 Stimmen und damit den fünften Platz auf der Liste, was bei acht Ishin-Sitzen insgesamt den Einzug ins Nationalparlament bedeutete.